# I miti musica (Mia Martini)
I miti musica è una raccolta di Mia Martini, pubblicata nel 1999 dalla BMG Ricordi.
La serie "I miti musica" era destinata alla vendita nelle edicole e nella prima edizione comprendeva, oltre al cd, un fascicolo con guida all'ascolto e biografia dell'artista.
Tutti i cd, con l'aggiunta di altre monografie, vennero poi ristampati nel 2003 per la vendita nei negozi.
Nel 2004 la raccolta in questione è stata poi nuovamente distribuita in allegato con la rivista Tv Sorrisi e Canzoni, ma con grafica e copertina differenti ed il titolo Per sempre.

## Tracce
1. Padre davvero...
2. Piccolo uomo
3. Valsinha
4. Minuetto
5. Inno
6. Donna con te
7. Se mi sfiori
8. Per amarti
9. E non finisce mica il cielo
10. Quante volte